# Клара Шуман
Клара Вик Шуман (Лајпциг, 13. септембар 1819 — Франкфурт на Мајни, 20. мај 1896) је била немачка пијанисткиња, композиторка и учитељица.
Студирала је музику на очев захтев и са 8 година је започела своју прву турнеју као пијаниста. Свирала је дела Моцарта, Баха, Бетовена, Менделсона, Шопена итд. Године 1840. удала се за Роберта Шумана. Од тада је мање наступала, али је после мужевљеве смрти, 1856. године, поново одржавала концерте по Немачкој и Енглеској.
Њен лик се налазио на новчаници од 100 немачких марака.